# 柿本広大
柿本広大（かきもと こうだい、1981年2月16日 - ）は、日本のアニメ演出家・監督。早稲田大学政治経済学部卒業。

## 経歴
大学卒業後、制作進行としてProduction I.Gに入社、以後フリー。3DCGを用いたアニメーション作品に多く携わる。
I.G入社後、同社で制作していた「精霊の守り人」を知る。高校2年の夏に「風の谷のナウシカ」に魅了されたことがアニメ業界に入った動機だったこともあり、本格ファンタジーに参加する機会はもうないかもしれないと、自分なりにエンディングの絵コンテを描いて神山健治監督のもとに持ち込んだのが以後神山作品に参加するきっかけとなった。ただし当時は技術的にはまだ何ももっておらず、のちに演出の師匠となる吉原正行（「有頂天家族」監督。「精霊の守り人」では助監督だった）の下についてタイムシートの描き方からアニメーターへの指示の出し方までゼロから叩き込まれる。その後も「東のエデン」劇場版の現場などを通じ、神山と吉原の下でアニメーション制作の流れや絵コンテ、演出について学んでいった。

## 人物
神山は柿本について「この業界に来るヤツにしては珍しく、ムダにおおらかな男」「辛抱強さがある」「こいつは逃げ出さないだろう、という信頼感はあった」等と語っている。
スタッフインタビューや作品解説では、作中の場面を制作するにあたって主に尽力したスタッフやその仕事の詳細を紹介し、それが作劇にどんな効果をもたらしたのかという解説が多い傾向にある。「自分は作品のいちばん近くにいて、作品が完成に向けて進んでいく中で、いちばんよい働きかけをできる位置にいることが大事」との言葉の通り、各セクションと綿密な連携をとりつつ、限られたリソースの中で丁寧に作品の質を上げる指針となっている様子が窺える。「働き者の監督」等、現場スタッフの信頼も厚い。
『刀使ノ巫女』シリーズ構成の髙橋龍也は「筋の通った論理的な演出を好まれる一方で、人一倍魂に訴えかける熱いものをお持ちの方」と評している。

## 参加作品

### テレビアニメ
2005年
- BLOOD+（制作進行）

2006年
- シュヴァリエ 〜Le Chevalier D'Eon〜（2006年 - 2007年、演出助手）

2007年
- 精霊の守り人（演出 ED絵コンテ・演出）

2008年
- 図書館戦争（絵コンテ・演出）

2009年
- 獣の奏者 エリン（絵コンテ・演出）
- 東のエデン（絵コンテ・演出）

2010年
- Angel Beats!（演出）

2011年
- マイの魔法と家庭の日（絵コンテ・演出）
- 花咲くいろは（演出）

2012年
- Another（OP演出）

2013年
- DEVIL SURVIVOR 2 the ANIMATION（絵コンテ）
- 蒼き鋼のアルペジオ -アルス・ノヴァ-（助監督・絵コンテ・演出）
- 凪のあすから（2013年 - 2014年、絵コンテ）

2014年
- ハイキュー!!（ED1演出）
- SHIROBAKO（2014年 - 2015年、絵コンテ）

2016年
- クロムクロ（絵コンテ）

2017年
- 月がきれい（絵コンテ）

2018年
- 刀使ノ巫女（監督・絵コンテ・演出　ED1、ED2絵コンテ・演出）

2019年
- BanG Dream! 2nd Season（監督・絵コンテ）

2020年
- BanG Dream! 3rd Season（監督MV絵コンテ（#04））

2021年
- 結城友奈は勇者である -大満開の章-（絵コンテ）

2022年
- 異世界迷宮でハーレムを（OP絵コンテ）
- BanG Dream! Morfonication（総監督）

2023年
- BanG Dream! It's MyGO!!!!!（監督・音響監督）

2024年
- 菜なれ花なれ（監督・シリーズ構成・脚本・画コンテ）

2025年
- BanG Dream! Ave Mujica（監督・音響監督）
- 神椿市建設中。（監督・シリーズ構成・音響監督）

### 映画
2009年
- 東のエデン 劇場版I The King of Eden（絵コンテ・演出）

2010年
- 東のエデン 劇場版II Paradise Lost（絵コンテ・演出）

2011年
- Xi AVANT（制作サポート）

2012年
- 009 RE:CYBORG（演出）

2015年
- 劇場版 PSYCHO-PASS サイコパス（絵コンテ・演出）
- 蒼き鋼のアルペジオ -アルス・ノヴァ- DC（助監督・絵コンテ）
- 蒼き鋼のアルペジオ -アルス・ノヴァ- Cadenza（助監督・絵コンテ・演出）

2016年
- CYBORG009 CALL OF JUSTICE（監督）

2021年
- 劇場版 BanG Dream! Episode of Roselia I.約束（総監督・脚本・絵コンテ）
- 劇場版 BanG Dream! Episode of Roselia II.Song I am.（総監督）
- BanG Dream! FILM LIVE 2nd Stage（脚本）

2022年
- 劇場版 BanG Dream! ぽっぴん'どりーむ!（総監督）

2024年
- 劇場版「BanG Dream! It's MyGO!!!!!」前編:「春の陽だまり、迷い猫」（監督・脚本・絵コンテ・音響監督）
- 劇場版「BanG Dream! It's MyGO!!!!!」後編:「うたう、僕らになれるうた」（監督・脚本・絵コンテ・音響監督）

2025年
- 劇場先行版　神椿市建設中。魔女の娘 -Witchling-（監督・シリーズ構成・脚本・絵コンテ・音響監督）

### OVA
2007年
- 東京マーブルチョコレート｢全力少年｣（演出助手）

2021年
- 刀使ノ巫女 刻みし一閃の燈火 前編（絵コンテ）